# غزو الفرس الثاني لليونان
```
الغزو
 
الفارسي
 الثاني 
لليونان
 (480-479 قبل الميلاد) وقع خلال 
الحروب الفارسية اليونانية
، الملك 
زركسيس الأول
 من بلاد فارس سعى إلى قهر كل اليونان. كان الغزو نتيجة مباشرة وإن كانت متأخرة لفشل 
الغزو الفارسي الأول لليونان
 (492-490 قبل الميلاد) في 
معركة ماراثون
، والتي أنهت محاولات 
داريوس الأول
 لإخضاع اليونان. بعد وفاة داريوس قضى ابنه زركسيس عدة سنوات في التخطيط للغزو الثاني، حاشدا جيشا هائلا وبحرية ضخمة. قاد الأثينيون 
والاسبرطيون
 المقاومة اليونانية. حوالي عُشر المقاطعات اليونانية انضمت للتحالف بينما بقيت المقاطعات الباقية على الحياد أو خضعت لحكم زيركسيس.
```

بدأ الغزو في ربيع عام 480 قبل الميلاد، بعبور الجيش الفارسي  الدردنيل وسار من خلال تراقيا ومقدونيا إلى ثيساليا. تمت إعاقة التقدم الفارسي  في ممر تيرموبيلاي عن طريق قوات صغيرة تحت الملك ليونيداس الأول ملك اسبرطة;وفي نفس الوقت، تمت إعاقة الأسطول الفارسي عن طريق قوات تحالف عند مضيق الآرتميسيوم. وفي معركة تيرموبيل الشهيرة، أعاق جيش التحالف تقدم الجيش الفارسي لمدة سبعة أيام، قبل أن يتم التغلب عليهم من خلال طريق جبلي ومن ثم تمت محاصرة جيش الحلفاء وإبادته. صمد أسطول الحلفاء أيضا يومين ضد الهجمات الفارسية في معركة الآرتميسيوم، ولكن عندما وصلت أخبار الكارثة في تيرموبيل، انسحبوا إلى سالاميس.
بعد تيرموبيل، سقط كل من بيوتيا وأتيكا في قبضة الجيش الفارسي، والذي استولى على أثينا وقام بإحراقها. إلا أن جيش الحلفاء الأكبر والمتحصن في برزخ كورنث الضيق، لحماية البيلوبونيز من الغزو الفارسي. سعى كل من الجانبين إلى نصر بحري قد يغير مسار الحرب تماما. هنا نجح الجنرال الأثيني ثميستوكليس  في استدراج  البحرية الفارسية إلى مضيق سلاميس حيث أصبح عدد السفن الفارسية الكبير غير منظم وتم مهاجمتهم من قبل أسطول الحلفاء. انتصار الحلفاء في معركة سلاميس منع انتهاء الغزو السريع وخوفا من أن يتم محاصرته في أوروبا انسحب زيركسيس إلى آسيا، تاركا الجنرال ماردونيوس لإنهاء الفتح مع نخبة الجيش.
وفي الربيع التالي جمع الحلفاء أكبر جيش من المقاتلين اليونانيين على الإطلاق، وساروا إلى الشمال من البرزخ لمواجهة ماردونيوس. وفي  معركة بلاتيا أثبتت قوات المشاة اليونانية من جديد تفوقها، ملحقة الهزيمة بالقوات الفارسية وتم قتل ماردونيوس في المعركة. في نفس اليوم، وعبر بحر إيجة دمرت القوات البحرية اليونانية ما تبقى من الأسطول الفارسي في معركة ميكالي. مع هذه الهزيمة المزدوجة، تم إنهاء الغزو، وتراجعت القوة الفارسية للغاية في بحر إيجة. انتقل  الإغريق الآن إلى الهجوم، ليطردوا الفرس تماما من أوروبا وجزر بحر إيجة وإيونيا قبل أن تنتهي الحرب تماما في عام 479 قبل الميلاد.

## خلفية
قامت المقاطعات والمدن اليونانية أثينا و إريتريا بتأييد الثورة الإيونية غير الناجحة ضد الإمبراطورية الفارسية وملكها دارا الأول في 499-494 قبل الميلاد. كانت الإمبراطورية الفارسية لا تزال شابة نسبيا، لذا فقد كانت عرضة للثورات من الشعوب الخاضعة. علاوة على ذلك، فقد كان دارا الأول غاصبا وقد قضى وقتا طويلا في إخماد وإخضاع الثورات ضد حكمه. هددت الثورة الإيونية سلامة إمبراطوريته، لذا تعهد دارا بمعاقبة المتورطين (خصوصا من لا يشكلون جزءا من امبراطوريته). رأى دارا أيضا أن يوسع امبراطوريته ليضم الأجزاء المنقسمة من اليونان القديمة. الحملة الأولى تحت قيادة ماردونيوس في عام 493 قبل الميلاد لتأمين الأراضي القريبة من اليونان انتهت بإعادة فتح تراقيا وإجبار مقدونيا أن تصبح جزءا تابعا لمملكة فارس. والتي قد سبق فتحها في أواخر القرن السادس قبل الميلاد، ولكنها ظلت تحت رئاسة ذاتية ولم تكن قد خضعت بشكل تام حتى اللحظة.

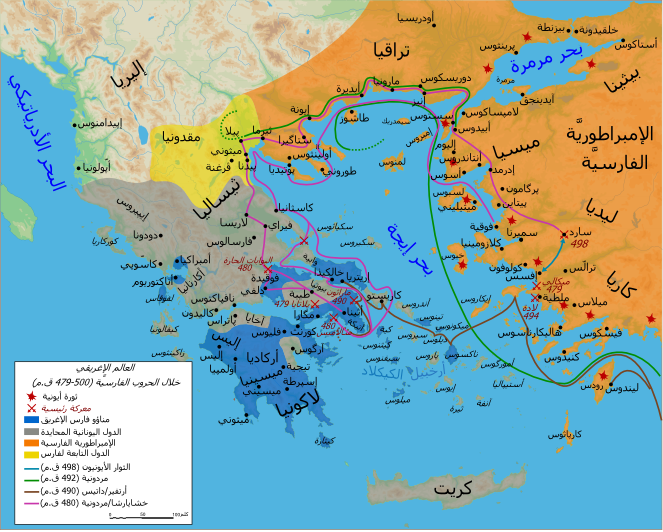
خريطة توضح عالم اليونان في وقت الغزو

في 491 قبل الميلاد، أرسل دارا مبعوثين إلى كل المدن اليونانية طالبا هدية من الأرض والمياه في رمزية لخضوعهم له. بعد أن قدم دليلا على قوته في العام السابق، فإن غالبية المدن اليونانية خضعت مجبرة. في أثينا، على الرغم من ذلك، تمت محاكمة السفراء وإعدامهم ; في اسبرطة تم إلقاؤهم ببساطة في بئر. هذا يعني أن اسبرطة أيضا الآن فعليا في حالة حرب مع بلاد فارس.
لذا وضع دارا كتيبة تحت قيادة داتيس وأرتافيرنيس في عام 490 قبل الميلاد، والتي هاجمت ناكسوس، قبل أن تلقي تقديم غيرها من الجزر السيكلادية.انتقلت الكتيبة بعد ذلك إلى إريتريا والتي تمت محاصرتها وتدميرها. وأخيرا انتقلت إلى مهاجمة أثينا ونزلوا في خليج الماراثون، حيث كان في استقبالهم جيش أثيني يفوق عددهم بكثير. في معركة ماراثون، انتصر الأثينيون انتصارا ساحقا، مما أدى إلى انسحاب الجيش الفارسي إلى آسيا.
دارا ولذلك بدأ تجهيز جيشا ضخما والذي كان يريد إخضاع اليونان نهائيا به، إلا أنه في 486 قبل الميلاد، انطلقت الثورات المصرية ضده والتي أجلت لأجل غير مسمى أي حملة يونانية. توفي دارا بعد ذلك وهو يستعد للسير نحو مصر، وانتقل عرش بلاد فارس إلى ابنه زركسيس الأول. سحق زيركسيس الثورة المصرية وبدأ سريعا من جديد التجهيزات لغزو اليونان.

## التجهيزات الفارسية
لأن هذا كان يقصد به أن يكون غزوا نهائيا فقد تطلب تجهيزات طويلة وإعدادات مالية وتجنيد. وقد تقرر أن يتم تجهيز وإعداد  جسور زيركسيس العائمة  للسماح لجيشه بعبور الدردنيل إلى أوروبا، وأنه يجب حفر قناة عبر برزخ جبل آثوس. كلاهما كانا دليلين على الطموح اللامتناهي والذي كان أكبر من شئ معاصر. ومع ذلك، فإن الحملة تأخرت لسنة أخرى بسبب ثورة جديدة في مصر وبابل.
في 481 قبل الميلاد، بعد ما يقرب من أربع سنوات من التحضير، بدأ زيركسيس حشد قواته لغزو أوروبا. ذكر هيرودوت 46 دولة تم جلب القوات منها. تجمع الجيش الفارسي في آسيا الصغرى في صيف وخريف عام 481 ق. م. الجيوش من الشرق تجمعت في كريتالا و كابادوكيا وانتقلت تحت قيادة زركسيس إلى ساردس حيث قضوا الشتاء. في وقت مبكر في الربيع انتقلت القوات إلى أبيدوس حيث انضمت مع الجيوش الغربية. بعد ذلك سار الجيش الذي حشده زيركسيس نحو أوروبا، ليعبروا الدردنيل على اثنين من الجسور العائمة.

### حجم القوات الفارسية

#### الجيش

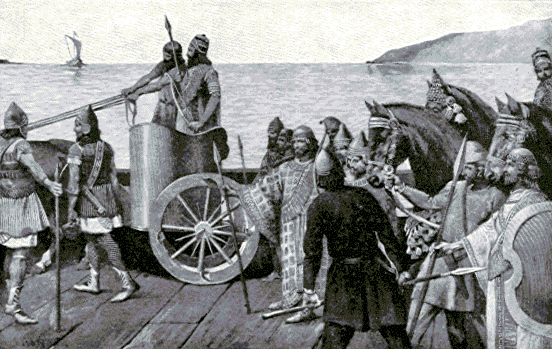
جيش زيركسيس الضخم يعبر الدردنيل

أعداد القوات التي حشدها زركسيس للغزو الثاني لليونان كانت موضع جدال كبير، لأن الأرقام المعطاة في المصادر القديمة كبيرة جدا في الواقع. ادعى هيرودوت أن هناك ما مجموعه 2.5 مليون من الأفراد العسكريين، يرافقهم عدد مساو من موظفي الدعم. الشاعر سيمونيدس، الذي كان معاصرا، تحدث عن أربعة ملايين؛ كتسياس، استنادا إلى السجلات الفارسية أعطى 800,000 كإجمالي عدد الجيش (دون دعم الموظفين) التي تم تجميعها من قبل زركسيس. في حين تم ادعاء أن هيرودوت وصل إلى المصادر الفارسية الرسمية وسجلات القوات المشاركة في الحملة، العلماء الحديثون يميلون إلى رفض هذه الأرقام بناء على معرفة نظام الجيش الفارسي والنظم اللوجستية وقدرات الريف اليوناني واللوازم المتاحة للجيش على طول الطريق.

#### الأسطول
حجم الأسطول الفارسي أيضا خضع لخلاف كبير، على الرغم ربما أقل من سابقه. وفقا لهيرودوت فإن الأسطول الفارسي تكون من 1207 سفينة ثلاثية المجاديف و 3000 سفينة نقل وإمداد، بما في ذلك 50 قادس.
هذه الأرقام هي (بالمعايير القديمة) ثابتة، وهذا يمكن تفسيره بأن عدد حوالي 1,200 هو الصحيح. بين العلماء الحديثين هناك من قبل هذا العدد، على الرغم من الإشارة إلى أن الرقم لا بد أن يكون أقل بحلول معركة سالاميس. بعض الدراسات الأخرى بخصوص الحروب الفارسية ترفض هذا العدد —إشارة إلى أن العدد 1207 مقتبس من مجموع عدد الأسطول اليوناني في الإلياذة— وأن الفرس لم يجمعوا أكثر من 600 سفينة في بحر إيجة.

## التحضيرات اليونانية
بدأ الأثينيون التحضير للحرب ضد الفرس منذ منتصف 480 قبل الميلاد، وفي عام 482 قبل الميلاد تم اتخاذ القرار بتوجيه من السياسي ثميستوكليس إلى بناء أسطول ضخم من السفن ثلاثية المجاديف والتي سيكون من الضروري بناؤها بالنسبة لليونانيين لمحاربة الفرس. لم يمتلك الأثينيين العدد الكافي للقتال في البر والبحر؛ ولذلك  تتطلب مكافحة الفرس تحالف عدة مدن يونانية. في 481 قبل الميلاد أرسل زركسيس السفراء في جميع أنحاء اليونان يسأل عن الأرض والمياه، ولكنه أغفل متعمدا كلا من أثينا واسبرطة. ولذا بدأ الدعم يتجمع حول هاتين المدينتين.

### التحالف الهيليني
اجتمع مؤتمر من المدن في الكورنث في أواخر خريف عام 481 ق. م، وتم تشكيل  تحالف فيدرالي من المدن اليونانية. هذا الاتحاد لديه القدرة على إرسال مبعوثين لطلب المساعدة بإرسال قوات من الدول الأعضاء على نقاط دفاعية بعد التشاور المشترك. هيرودوت لم يقم بصياغة اسم مجرد للاتحاد بل دعاهم الإغريق أو «اليونانيين الذين قد أقسموا على التحالف» أو «اليونانيين الذين قد تجمعت أنفسهم معا». هنا سوف يُشار إليهم باسم «الحلفاء». كان لإسبرطة وأثينا دورا قياديا في المؤتمر ولكن مصالح جميع الدول لعبت دورا في تحديد الاستراتيجية الدفاعية. ولا يعرف سوى القليل عن العمل الداخلي في المؤتمر أو المناقشات خلال الاجتماعات. 70 فقط من بين ما يقرب من 700 من المدن اليونانية أرسلت ممثلين. إلا أن هذا كان ملحوظا بالنسبة للعالم اليوناني المفكك، خاصة وأن العديد من المدن في الحضور كانت لا تزال فعليا في حالة حرب مع بعضها البعض.

### حجم قوات الحلفاء
لم يكن للحلفاء جيش فعلي ولم يكن هناك متطلبات لتكوين جيش، بما أن القتال كان على أرض الوطن فكان بمقدورهم حشد الجيش حينما يتطلب الأمر، لذا فقد ظهرت أحجام مختلفة من قوات الحلفاء في أوقات مختلفة في أثناء الحرب، هذه الأرقام ستتم مناقشتها هنا في كل معركة من المعارك.

## ربيع عام 480 ق.م: تراقيا ومقدونيا وثساليا
بعد أن عبر الجيش الفارسي إلى أوروبا في نيسان / أبريل عام 480 قبل الميلاد، بدأ مسيرته نحو اليونان. خمسة أغذية رئيسية ومستودعات أنشئت على طول المسار: في ليوكي أكتي على جانب تراقيا جانب الدردنيل وفي تيروديزا في أراضي بيرنثيان وفي دوريسكوس في مصب نهر ماريتسا  حيث تجمع الجيش الآسيوي مع الحلفاء من البلقان و في إيون على نهر ستروما و في ثيرما أو  سالونيك الحديثة . حيث تم إرسال الطعام إلى هناك لعدة سنوات تحضيرا للحملة. تم شراء وتسمين الحيوانات، في حين تم إجبار السكان المحليين على طحن الحبوب إلى دقيق . استغرق الجيش الفارسي تقريبا ثلاثة أشهر للسفر من الدردنيل إلى ثيرما في رحلة تبلغ حوالي 360 ميل (600 كم). ثم توقفت في دوريسكوس حيث انضم إليها الأسطول. أعاد زيركسيس توزيع الجيش إلى وحدات عسكرية مستبدلا التشكيلات الوطنية المستخدمة سابقا في الغزو.

## آب / أغسطس عام 480 ق.م: تيرموبيل وآرتميسيوم
عندما تلقى الحلفاء الأخبار التي زركسيس كان يخلي المسارات حول جبل أوليمبوس، وبالتالي يعتزم المسير نحو تيرموبيل كانت تلك فترة الهدنة التي رافقت الألعاب الأولمبية، ومهرجان كارنيا الاسبرطي والذين تعتبر الحرب خلالهما نوع من أنواع الدنس. ومع ذلك، فإن اسبرطة اعتبرت التهديد بالغ الخطورة بحيث أنها ارسلت الملك ليونيداس الأول مع 300 رجل من حراسه الشخصيين . دعمت ليونيداس وحدات من المدن البيلوبونيسية المتحالفة مع اسبرطة، وغيرها من القوى التي التقطت في الطريق إلى تيرموبيل. شرع الحلفاء في شغل الممر، وإعادة بناء الجدار الذي بناه الفوسيون عند أضيق نقطة في الممر، وانتظروا وصول زركسيس .

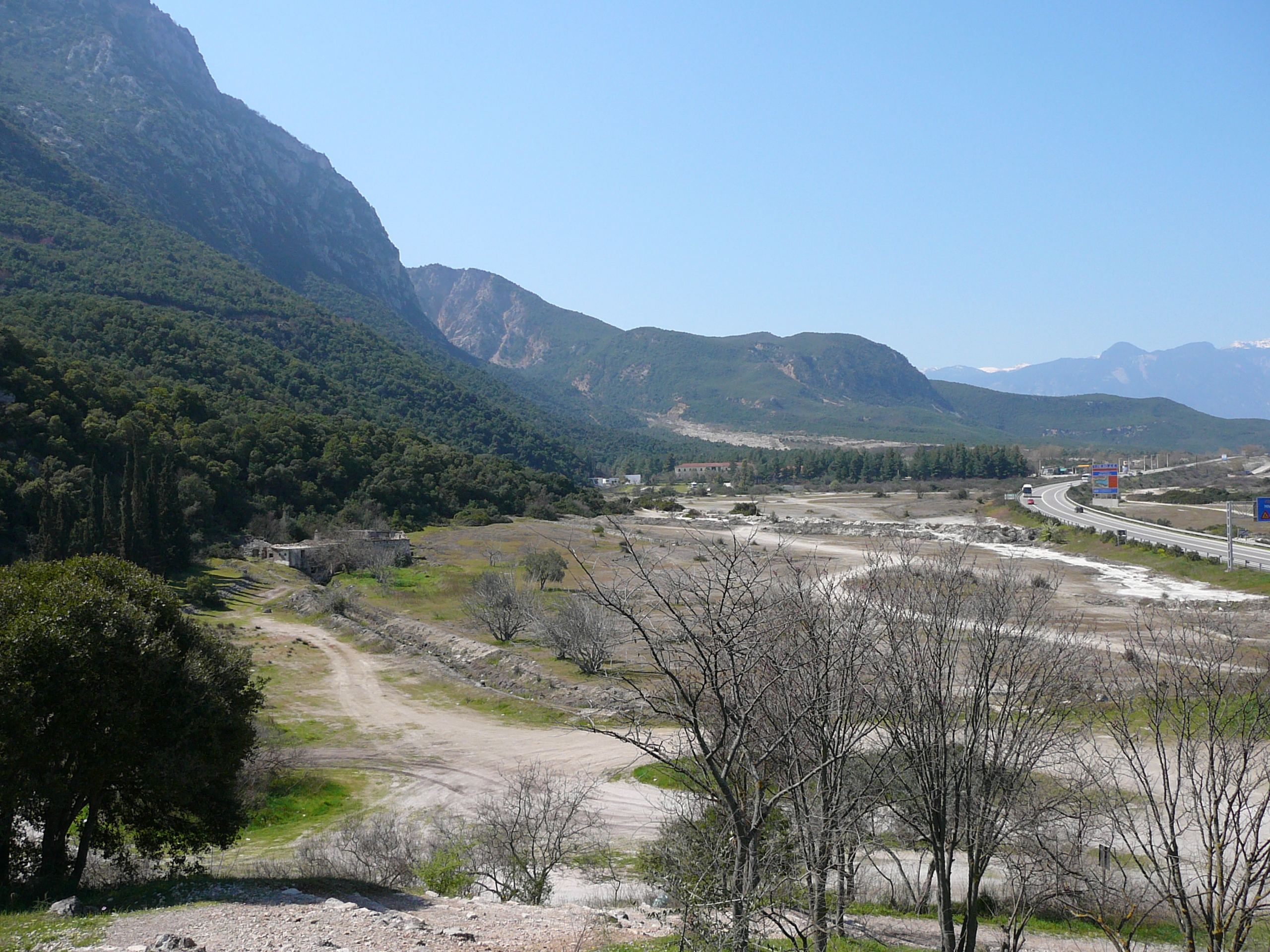
ممر تيروموبيل في العصر الحديث

عند وصول الفرس إلى تيرموبيل في منتصف آب / أغسطس، انتظروا في البداية ثلاثة أيام لتفريق الحلفاء. ولكن عندما اقتنع زيركسيس أخيرا أن الحلفاء لديهم النية للقتال أرسل جنوده للهجوم. ومع ذلك، فإن موقف اليونانين كان مثاليا حيث أجبرت الوحدات الفارسية على مهاجمة رأس الكتيبة.  ولذا استطاع الحلفاء الصمود ليومين كاملين ضد كل ما أرسله زيركسيس إليهم. إلا أنه وفي نهاية اليوم الثاني تمت خيانتهم من قبل أحد السكان المحليين والذي يدعى افيالتيز الذي كشف طريقا جبليا خلف قوات الحلفاء. أرسل زيركسيس نخبة قواته «الخالدون» في مسيرة ليلية لتطويق الحلفاء. عند علم ليونايديس بذلك وبينما كان الخالدون في الطريق أرسل ليونايدس معظم جنود لاسبرطة ولم يتبقى معه سوى 300 اسبرطي و700 ثيسيبي و400 ثيبي وربما بضعة مئات أخرى. في اليوم الثالث من المعركة، مر ما تبقى من جنود الحلفاء من الجدار وهاجموا الفرس قاتلين منهم ما استطاعوا أن يقتلوا. إلا أنه وفي نهاية المطاف تمت إبادة قوات الحلفاء وفتح ممر ثيرموبيل للفرس.
في نفس الوقت وبالتزامن مع معركة تيرموبيل، قوة بحرية للحلفاء مكونة من 271 سفينة دافعت عن مضيق الأرتميسيوم ضد الفرس. مباشرة قبل مضيق الأرتميسيوم أعيق الأسطول الفارسي بواسطة عاصفة عن ساحل ماغنيسيا، ليفقد الأسطول العديد من السفن ولكن على الرغم من ذلك بدأ الأسطول المعركة بما قوامه 800 سفينة تقريبا . في اليوم الأول (أيضا أول يوم في معركة تيرموبيل), فكك الفرس ما يقرب من 200 سفينة وقاموا بإرسالهم إلى  الساحل الشرقي من وابية. قامت هذه السفن بجولة حول اوبوا ومنعت الإمدادات عن أسطول الحلفاء. في نفس الوقت قام الأسطول الفارسي بالاشتباك مع اسطول الحلفاء عند الظهيرة وظهر تفوق الحلفاء . وقعت عاصفة أخرى في هذا المساء مدمرة معظم الأسطول الفارسي والذي أرسل ما تبقى منه حول وابية.

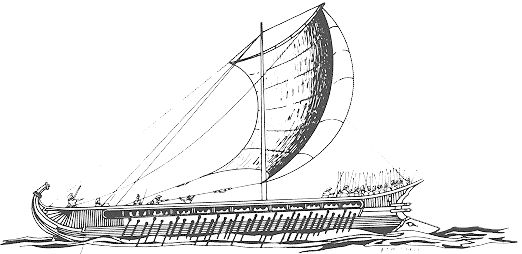
سفينة يونانية

في اليوم الثاني من المعركة، وصلت أخبار إلى الحلفاء أن خطوط الإمدادات لم تعد مهددة؛ ولذلك عقدت العزم على الحفاظ على موقفها. لذا نظموا هجوم كر وفر على بعض السفن الصقلية، والاستيلاء عليها وتدميرها. إلا أنه في اليوم الثالث هاجم الأسطول الفارسي بكامل قوته وفي يوم قتال شديد حافظ الحلفاء على مواقعهم إلا أنهم عانوا من خسائر فادحة  (نصف الأسطول الأثيني دمر); إلا أن الحلفاء تسببوا في أضرار مماثلة في الأسطول الفارسي. في ذلك المساء  وردت الأخبار إلى الحلفاء عن مصير ليونيداس والحلفاء في تيرموبيل. ولكون أسطول الحلفاء متضررا للغاية ولأنه لم تعد هناك حاجة للدفاع عن مضيق التيرموبيل، انسحبوا من أرتميسيوم إلى جزيرة سلاميس.

## أيلول / سبتمبر عام 480 قبل الميلاد: سلاميس
النصر في تيرموبيل يعني أن كل بويوتيا سقطت في قبضة زركسيس؛ اثنين من المدن التي قاومته: ثيسبيا و بلاتايا، تم الاستيلاء عليهما وتدميرهما. تم ترك أتيكا متاحة للغزو، وتم إخلاء ما تبقى من سكان أثينا عن طريق البحر إلى جزيرة سالاميس. بدأ حلفاء البيلوبونيسيين  في إعداد خط دفاعي عبر برزخ كورنث، عن طريق بناء الجدار وهدم طريق ميغارا، وبالتالي التخلي عن أثينا إلى الفرس. وهكذا سقطت أثينا، أما العدد القليل من الأثينيين المتحصنيي في الأكروبوليس هزموا في نهاية المطاف، أما زيركسيس فقد أمر بحرق أثينا.

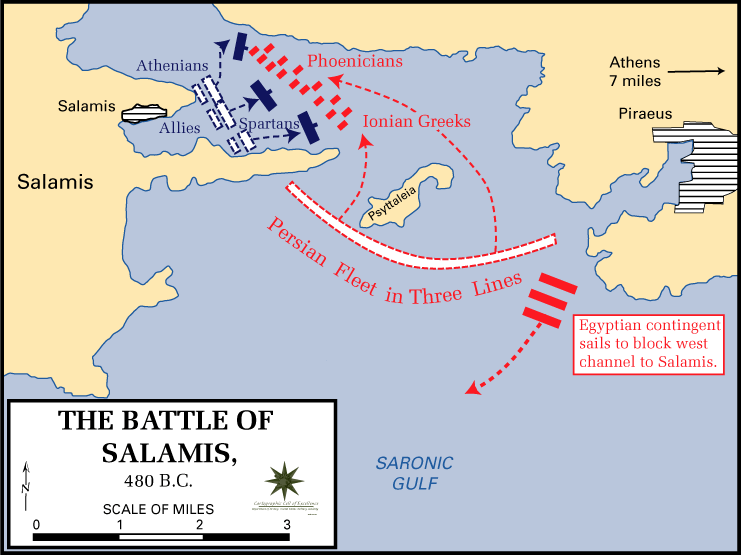

وهكذا بقي  أسطول الحلفاء  قبالة ساحل سلاميس في أيلول / سبتمبر، على الرغم من الوصول الوشيك للفرس. حتى بعد سقوط أثينا في قبضة الجيش الفارسي، ظل أسطول الحلفاء قبالة سواحل سلاميس، في محاولة لاستدراج الأسطول الفارسي إلى المعركة. جزئيا ونتيجة لحيلة من جانب ثميستوكليس، اشتبكت الأسطولان في معركة عند مضيق سالاميس. هناك كانت ضخامة الأسطول الفارسي عاملا سلبيا معيقا لهم حيث كافحت السفن للمناورة وأصبحت غير منظمة. هنا اغتنمت السفن اليونانية الفرصة وهاجمت لتحقق نصرا ساحقا حيث أغرقت أو استولت على 200 سفينة على الأقل.

## الخريف/الشتاء 480/479 قبل الميلاد

### حصار بوتيديا
على الرغم من المحاولات للاستيلاء على المدينة اليونانية عن طريق الغدر،  أجبر الفرس على مواصلة الحصار لثلاثة أشهر. ثم محاولة استخدام جزر منخفض لمهاجمة المدينة عن طريق البحر، إلا أن الجيش الفارسي حوصر بواسطة مد مفاجئ ليغرق العديد منهم وتمت مهاجمة الباقين عن طريق سكان المدينة في قوارب. وبالتالي أجبر أرتابازوس على إنهاء الحصار والعودة إلى ماردونيوس بما تبقى من رجاله.

### حصار أولينثوس
في أثناء حصار بوتيديا قرر أرتابازوس محاصرة أولينثوس، والتي كانت أيضا في ثورة. المدينة كانت تحت حكم قبيلة البوطيين التي كانت قد طردت من مقدونيا. وباستيلائهم على المدينة قاموا بذبح المدافعين وتسليم المدينة إلى الخالكيذيكيين.

## حزيران / يونيه 479 قبل الميلاد: بلاتايا وميكالي
خلال فصل الشتاء، كان يبدو وجود بعض التوتر بين الحلفاء. على وجه الخصوص الأثينيون الذين كانوا لا يتمتعون بحماية البرزخ، ولكن أسطولهم كان مفتاح الأمان لبيلوبونيز، والذين شعروا بعصوبة القيام بذلك. طالبوا الحلفاء بتحرك الجيش نحو الشمال في العام التالي. عندما لم يلتزم الحلفاء الآخرين بذلك ربما رفض الأسطول أثيني الانضمام إلى باقي الأسطول اليوناني. البحرية الآن تحت قيادة ملك اسبرطة ليوتيخيدس، وبالتالي استقروا قبالة ديلوس، في حين استقر من تبقى من الأسطول الفارسي  قبالة ساموس، وكلا الجانبين غير راغبين في المخاطرة ببدء المعركة. وبالمثل، بقي ماردونيوس في ثيساليا، لأنه يعلم أن الهجوم على البرزخ لا جدوى منه، في حين أن رفض الحلفاء إرسال الجيش خارج بيلوبونيز.

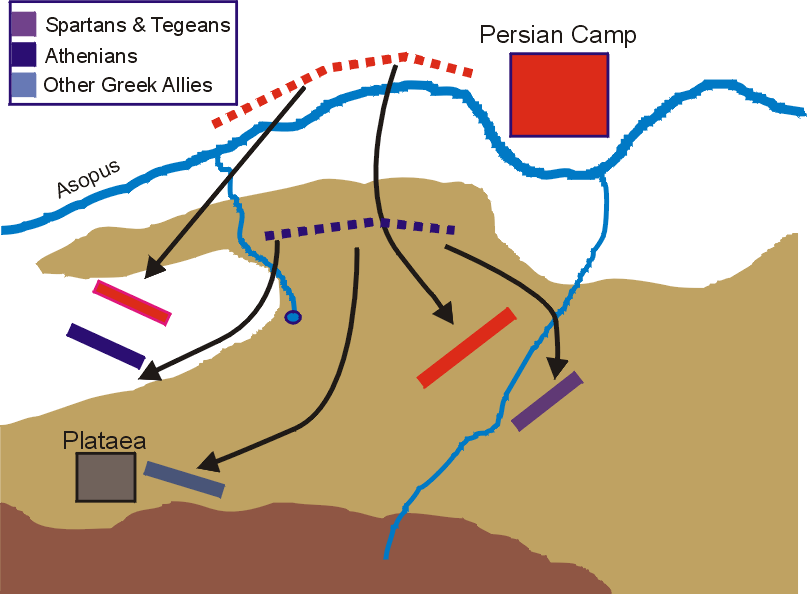
المعركة الرئيسية في بلاتايا. اليونانية تراجعوا ليصبحوا غير منظمين و الفرس عبروا أسوبوس للهجوم

عندما علم ماردونيوس بسير جيوش الحلفاء لملاقاته انسحب نحو بواتيا قرب بلاتايا محاولة استدراج جنود الحلفاء نحو أرض مفتوحة حيث يمكنه استخدام فرسانه. إلا أن جيش الحلفاء تحت قيادة الاسبرطي باوسانياس بقي على أرض مرتفعة فوق يلاتايا لحماية أنفسهم ضد مثل هذه التكتيكات. أمر ماردونيوس بالكر والفر على خطوط الجيش اليوناني،  ولكن الهجوم كان فاشلا وتم قتل قائد سلاح الفرسان. نتائج ذلك دفعت قوات الحلفاء إلى التقدم قرب قوات الفرس مع البقاء على أرض مرتفعة. ونتيجة لذلك، تم كشف خطوط اتصال الحلفاء. بدأ سلاح الفرسان الفارسي في مهاجمة خطوط إمداد الطعام وتمكنوا من تدمير نبع المياه الوحيد المتاح للحلفاء. في هذا الوضع السئ أمر باوسانياس بالانسحاب ليلا نحو الموضع الأصلي. ذهب كل ذلك سدى تاركا جيش الحلفاء مقسما فوق التلال قرب بلاتايا نفسها. نعند رؤيته ذلك ماردونيوس لم يجد فرصة أفضل من ذلك للهجوم فأمر جيشه كاملا بالتقدم. إلا أنه وكما في تيرموبيل أثبت الجنود الفرس أنهم ليسوا أندادا لجندي الهوبليت اليوناني،  واستطاعت القوات الاسبرطية التغلغل داخل خطوط جيش ماردونيوس وقاموا بقتله. ذابت القوات الفارسية من الهزيمة; 40000 جندي تمكنوا من الفرار عبر الطريق إلى ثيساليا،  ولكن البقية فروا إلى المخيمات الفارسية حيث كانوا محاصرين وذُبحوا من قبل الحلفاء، وبالتالي أنهوا انتصارهم.
بعد ظهر يوم معركة بلاتايا، هيرودوت يقول لنا بأن الشائعات عن انتصار الحلفاء وصلت إلى الحلفاء البحرية في ذلك الوقت قبالة سواحل جبل ميكالي في إيونيا. ارتفعت معنوياتهم وقاتلوا وانتصروا انتصارا ساحقا. بمجرد سيرهم إلى الشمال من البرزخ، الأسطول الأثيني تحت زانثيبوس انضم مع بقية أسطول الحلفاء. الأسطول الآن قادر على مباراة الفرس، وأبحر أولا إلى ساموس حيث يتواجد الأسطول الفارسي. الفرس الذين كانت سفنهم في حالة سيئة، قد قرروا عدم المخاطرة بالقتال، وبدلا من ذلك سحبوا السفن على شاطئ ميكالي. جيش من 60,000 رجل تركهم زيركسيس هناك وانضم لهم الأسطول لحماية السفن. ومع ذلك، قرر الحلفاء مهاجمة معسكر الفرس. عند رؤية صغر حجم قوات الحلفاء بزغت قوات الفرس من المعسكر لكن الهوبليت ومن جديد اثبتوا تفوقهم ودمروا الكثير من قوات الفرس. تم التخلي عن السفن لصالح الحلفاء الذين أحرقوهم لينهوا سيطرة زيركسيس على البحر وتبدأ سيطرة الحلفاء البحرية.

## النتائج المترتبة

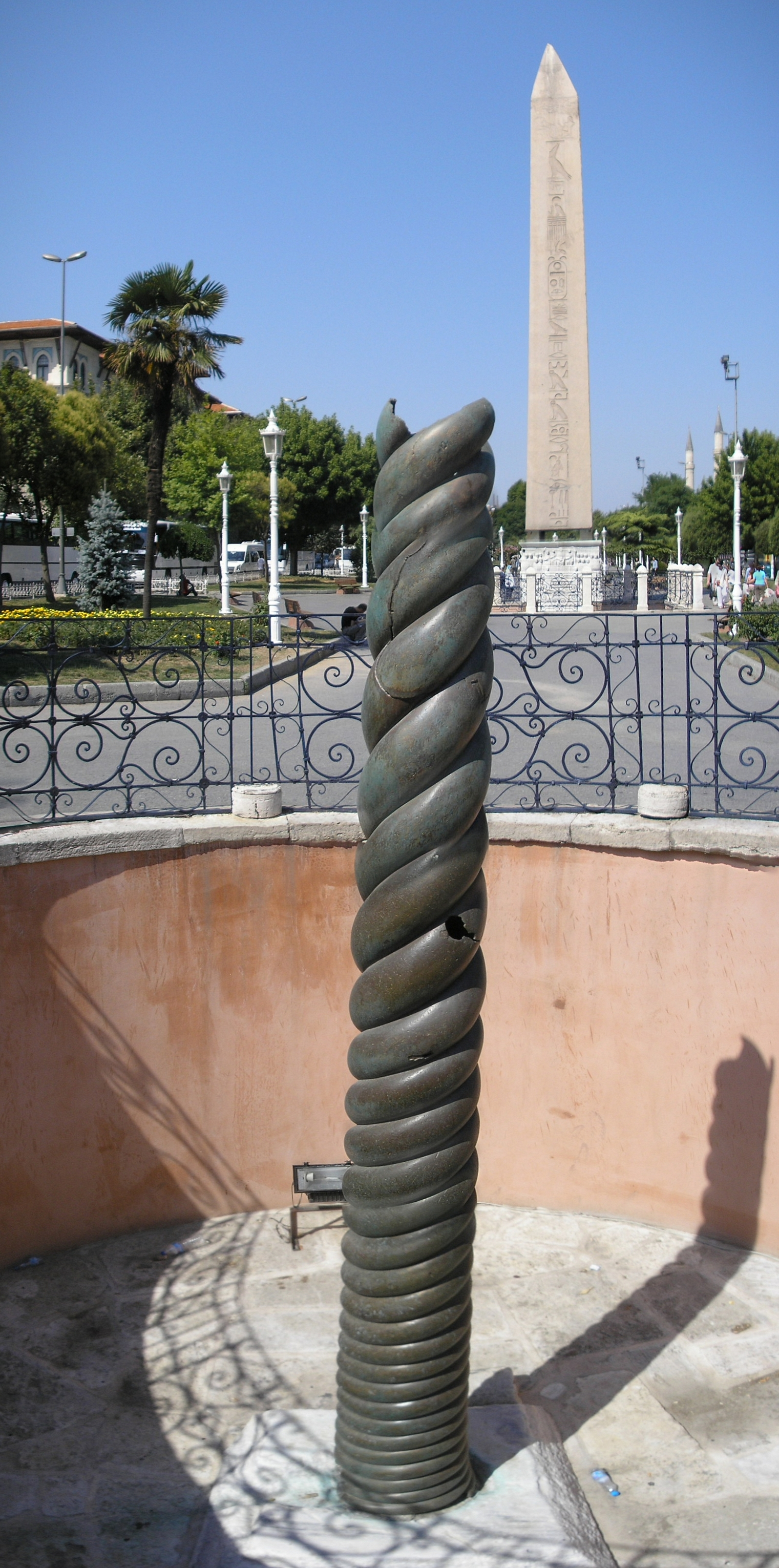
نصب تذكاري لقوات الحلفاء المنتصرة

تعتبر ميكالي بداية مرحلة جديدة من الصراع: الهجوم اليوناني المضاد. بعد الانتصار في ميكالي  أبحر أسطول الحلفاء إلى الدردنيل لتدمير الجسور العائمة، ولكن وجدوا أن هذا حدث بالفعل.  ولكن الأثينيون بقوا لمهاجمة جاليبولي،  والتي كانت لا تزال تحت حكم الفرس. جعل الفرس في المنطقة وحلفاؤهم سيستوس أقوى مدن المنطقة ولذا قام الأثينيون بمحاصرتها والتي سقطت في أيديهم بعد حصار طويل. أنهى هيرودوت كتابه بعد حصار سستوس. على مدى السنوات الثلاثين المقبلة، قام الإغريق وخاصة الأثينيون المهيمنون على الاتحاد الديلي، بطرد الفرس من مقدونيا، تراقيا، جزر بحر إيجه وإيونيا. السلام مع الفرس جاء في 449 قبل الميلاد مع سلام كالياس، منهية أخيرا نصف قرن من الحرب.

## التحليل التكتيكي
شُحذ الطراز اليوناني الحربي على مدى القرون السابقة. حيث يدور حول الهوبليت من أعضاء الطبقات الوسطى الذين يمكن أن يتحملوا الدرع اللازمة للقتال بهذه الطريقة. يعتبر الهوبليت بمقاييس ذلك الوقت مدرعين بوزن ثقيل. كان الهوبليت مسلحين بالرماح الطويلة، والتي كان من الواضح كونها أطول بكثير من الرماح والسيوف الفارسية . قاتل الهوبليت في تشكيل الكتيبة ؛  وان كانت التفاصيل الدقيقة ليست واضحة تماما، لكنها كانت متماسكة تشكل تقديم جبهة موحدة من تداخل دروع ورماح العدو. عند تجميعها بشكل صحيح، كانت سلاحا هجوميا ودفاعيا رائعا ؛  في المناسبات التي تم العد فيها فإنه يتطلب عدد مشاة كبير لهزيمة كتيبة صغيرة من الهوبليت. إلا أنهم كانوا عرضة للهجوم عن طريق الفرسان. دروع الهوبليت الثقيلة جعلتهم محصنين جيدا في القتال وجها لوجه وقدمت لهم حماية جيدة ضد الضربات الخفيفة والتي إن مرت من الترس فلن تمر من الدرع.

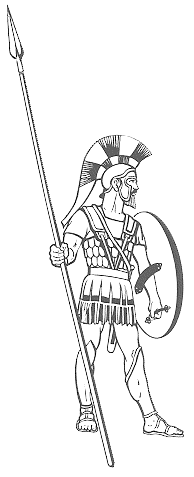
مخطط يوضح درع وتحصين جندي الهوبليت اليوناني

المشاة الفارسية المستخدمون في الغزو كانوا مجموعة غير متجانسة تم استخلاصها من جميع أنحاء الإمبراطورية. ومع ذلك، وفقا لهيرودوت، كان هناك على الأقل امطابقة عامة في نوع الدروع وأسلوب القتال. القوات كانت عموما مسلحة بقوس، 'قصير الرمح' والسيف والدرع المغصن، وارتدوا في الغالب جلود الجيركين. بعض الوحدات قد تم تسليحهم بشكل مختلف إلى حد ما; على سبيل المثال، الساكا كانوا مسلحين بفؤوس.  أسلوب القتال المستخدم من قبل الفرس كان من المحتمل أن تقف أمام العدو باستخدام الأقواس (أو ما يعادلها)  لإنهاك العدو قبل الدخول في القلب والمهاجمة بواسطة الرمح والسيف.

## التحليل الاستراتيجي
في بداية الغزو، من الواضح تفوق الفرس في معظم الأوجه. بغض النظر عن حجمها الفعلي، فمن الواضح أن الفرس قد جلبوا عدد هائل من القوات والسفن إلى اليونان. وكان للفرس نظام قيادة موحدة، وكان الجميع مسؤول أمام الملك. كان لديهم بشكل كبير كفاءة بيروقراطية، مما يسمح لهم بإجراء تخطيط مكثف ملحوظ. كان أيضا للجنرالات الفارسيون خبرة حربية واسعة في ما يقرب ثمانين عاما من الحروب. وعلاوة على ذلك، فإن الفرس برعوا في استخدام الذكاء والدبلوماسية في الحرب، كما أظهرت (تقريبا الناجحة) المحاولات في تفريق اليونانيين. اليونانيون، في المقابل، كانوا مجزأين لثلاثين مدينة يقاومون الغزو الفارسي ومعظمهم في حروب مع بعضهم البعض. كان لديهم خبرة بسيطة في الحروب حيث انحصرت خبرتهم في بعض المعارك المحلية،  وكان يتم اختيار قادتهم بالنظر إلى مكانتهم الاجتماعية، وليس بسبب أي تجربة أو خبرة. لذا فكما قال  لازنباي حين سأل: «إذا لماذا فشل الفرس؟»
الاستراتيجية الفارسية في 480 قبل الميلاد كانت ببساطة التقدم خلال اليونان في قوة ساحقة. المدن في أي مقاطعة يمر بها الجيش يتم إخضاعها وتدميرها مما دفع باقي المدن إلى المقاومة والتي بالرغم من سقوطها فإنها تضعف من الجيش الفارسي. على العكس من ذلك، فإن إستراتيجية الحلفاء كانت ربما في محاولة منع تقدم الفرس نحو الشمال كلما أمكن ومنع تكوين أي حلفاء محتملين للفرس. بالإضافة إلى هذا يبدو أن الحلفاء أدركوا أنه لا يمكنهم هزيمة أعداد الفرس الرهيبة في معركة مفتوحة، لذلك استدرجوهم في أماكن ضيقة حيث أعداد الجيش الفرس الضخمة لا تعني الكثير. . كذلك لم يصر الحلفاء على الحفاظ على تيرموبيل عند فقدانه.  كما أن تحقيق بعض النجاحات على مستوى الأسطول أعادت الروح المعنوية لقوات الحلفاء. .

## الأهمية

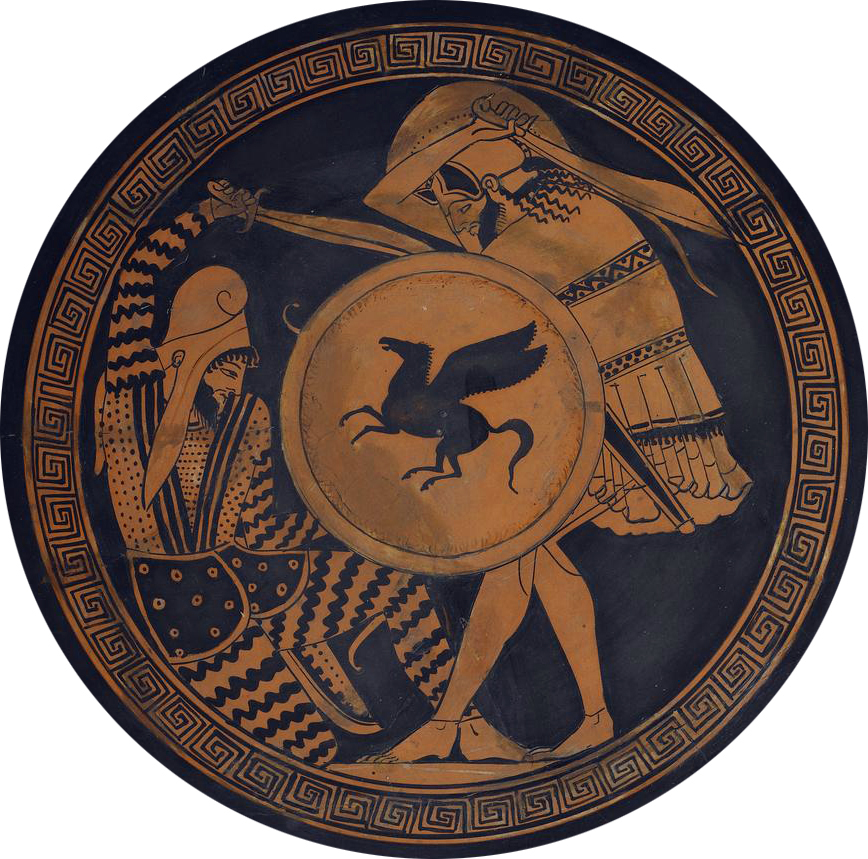
مقاتل هوبليت يوناني ومحارب فارسي يتقاتلان من القرن الخامس ق.م

الغزو الفارسي الثاني لليونان حدث ذو أهمية كبرى في التاريخ الأوروبي. يؤكد عدد كبير من المؤرخين أنه ان سقطت اليونان للغزو الفارسي فإن أسس الحضارة اليونانية التي قامت عليها أسس الحضارة الغربية  المتقدمة (وبالتالي الحضارة الغربية نفسها) لم تكن لتوجد. في حين أن هذا قد يكون من قبيل المبالغة (فمن الواضح أنه من المستحيل أن نعرف)، فمن الواضح أنه حتى في الوقت الإغريق فقد فهوا أن شيئا كبيرا جدا يحدث.
عسكريا لم يكن هناك الكثيرمن الابتكار الاستراتيجي أو العسكري،  خلال الغزو الفارسي أشار أحد المعلقين أنها كانت «حرب جنود»  (أي كان الجنود بدلا من الجنرالات هم من فازوا بالحرب). تيرموبيل غالبا ما تستخدم مثال جيد على استخدام التضاريس بمثابة مضاعف للقوة، في حين حيلة ثميستوكليس في سلاميس هو مثال جيد على استخدام الخداع في الحرب. الدرس الرئيسي من الغزو والمستفاد كذلك من معركة ماراثون هو تأكيد تفوق جندي الهوبليت على المقاتلين الفارسيين في المعركة وجها لوجه. وبعد تعلم هذا الدرس فإن الامبراطورية الفارسية لاحقا بعد الحرب البيلوبونيسية ستبدأ التوظيف والاعتماد على المرتزقة اليونانيين.